# Liste der Sakralbauten in Koszalin

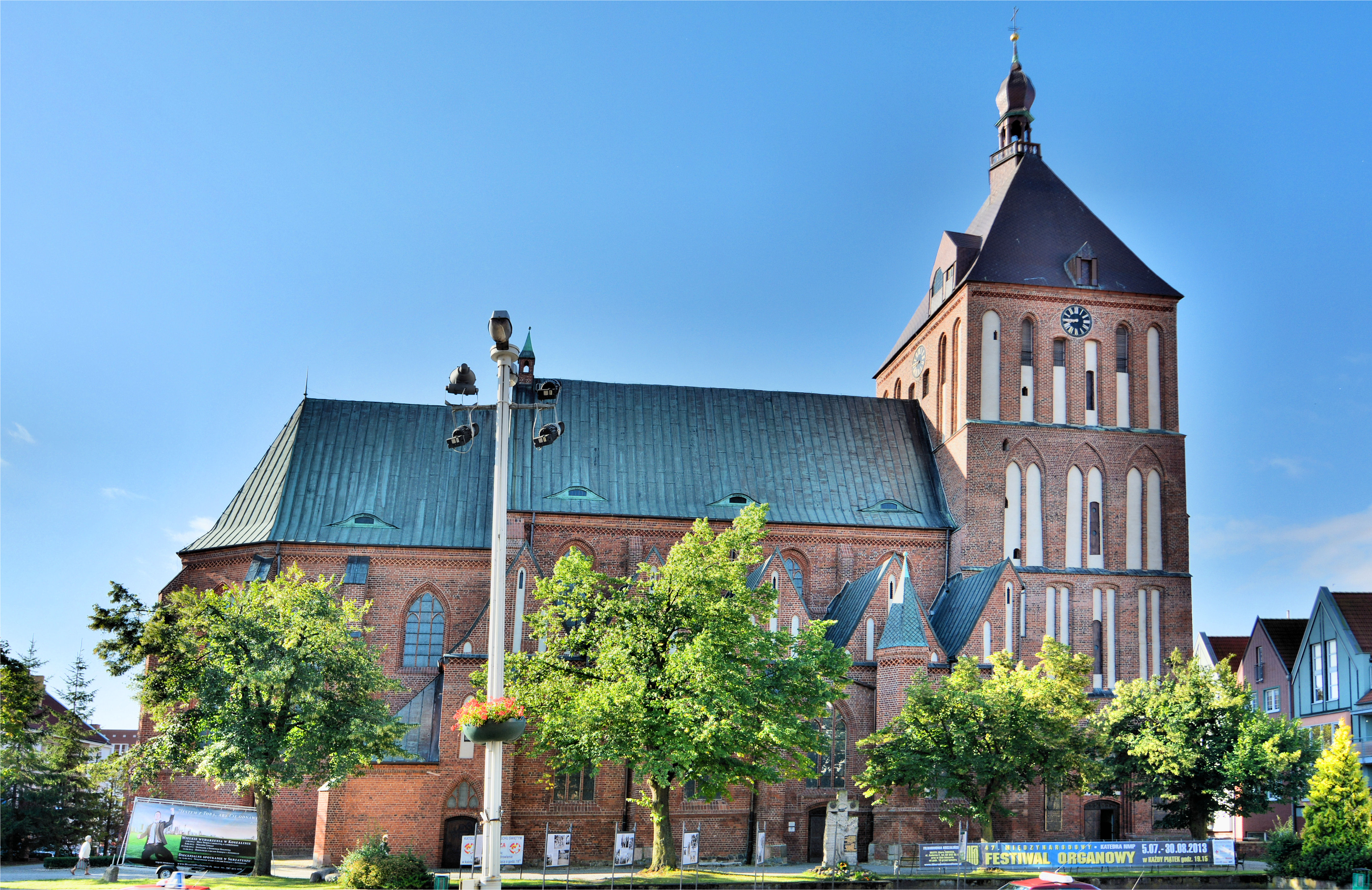
Kathedrale St. Marien

Diese Liste enthält die bestehenden und ehemaligen Kirchen, Kapellen und Synagogen in Koszalin in Pommern.

## Übersicht

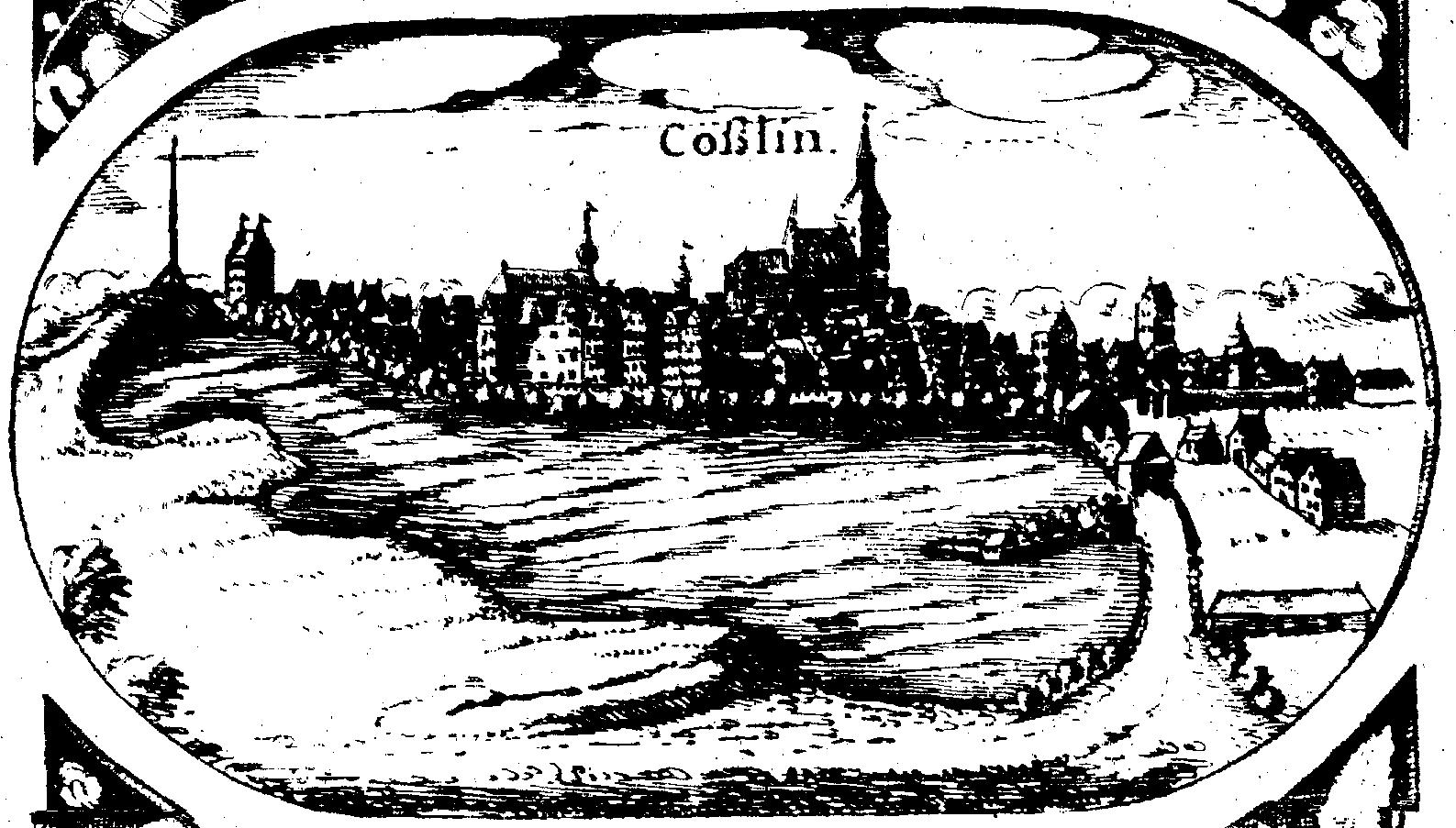
Köslin 1618

Die Stadt Koszalin ist die zweitgrößte Stadt in der polnischen Woiwodschaft Westpommern und eine Regiopole. Sie ist Sitz der katholischen Diözese Koszalin-Kołobrzeg und der evangelisch-augsburgischen Kirche in der Region.
Bis 1945 war sie Zentrum des Regierungsbezirkes Köslin mit einer evangelischen Superintendentur und einem Konsistorium.

## Bestehende Kirchen und Kapellen

### Römisch-katholische Kirchen und Kapellen

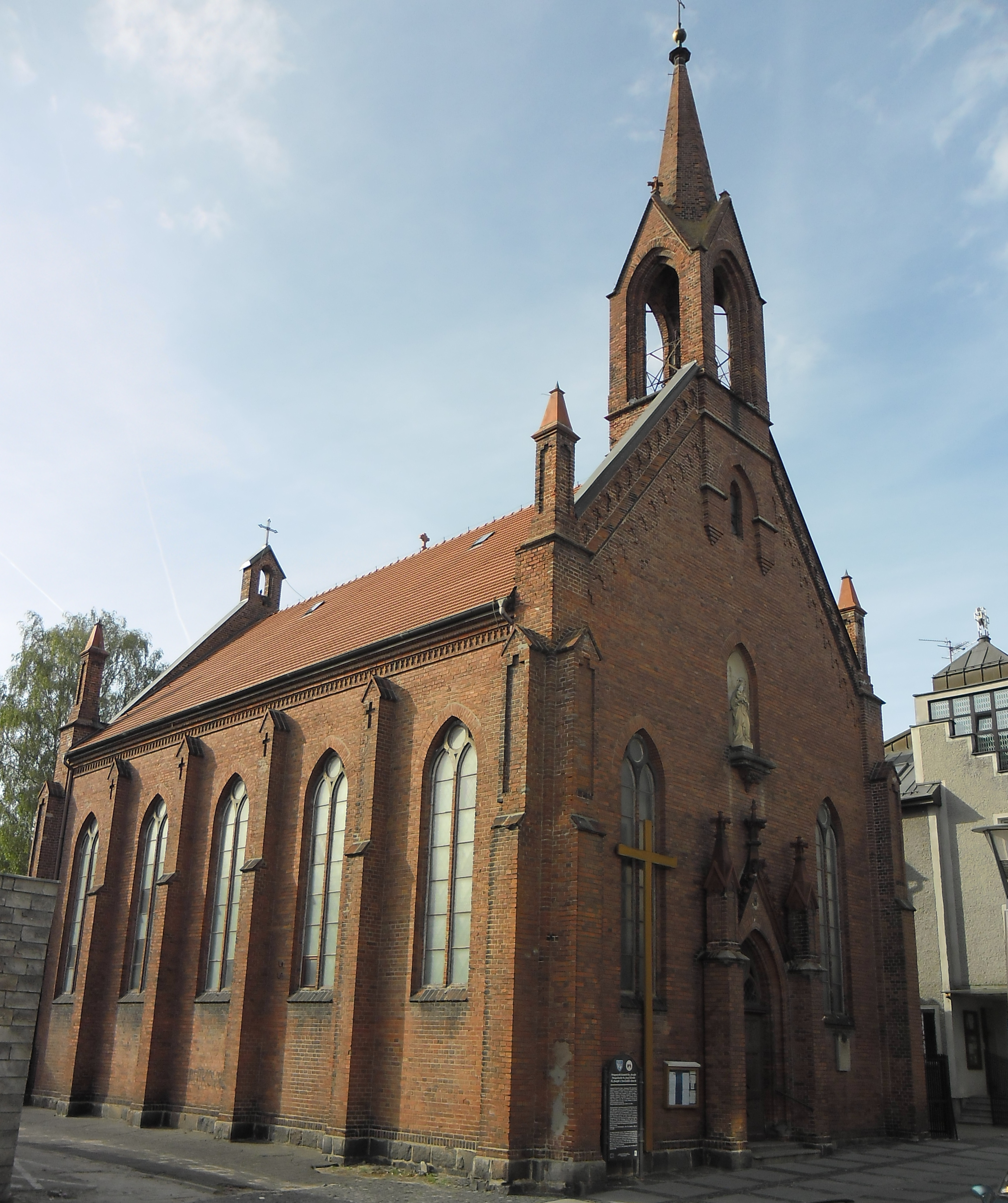
St. Josef-Kirche

- Kathedrale St. Marien, erbaut im 14. Jahrhundert, dreischiffige gotische Backsteinbasilika, Kathedrale der katholischen Diözese Koszalin-Kołobrzeg, bis 1945 evangelische Stadtpfarrkirche
- St. Josef-Kirche, 1868 erbaut als katholische Kirche
- Heilig-Geist-Kirche
- Ignatius-von-Loyola-Kirche
- Kreuzerhöhungskirche
- Maria-Rosenkranz-Kirche
- Joseph-der-Arbeiter-Kirche
- Sanktuarium St. Marien auf dem Gollen (Góra Chełmska), 1980 erbaut

### Weitere Kirchen und Kapellen

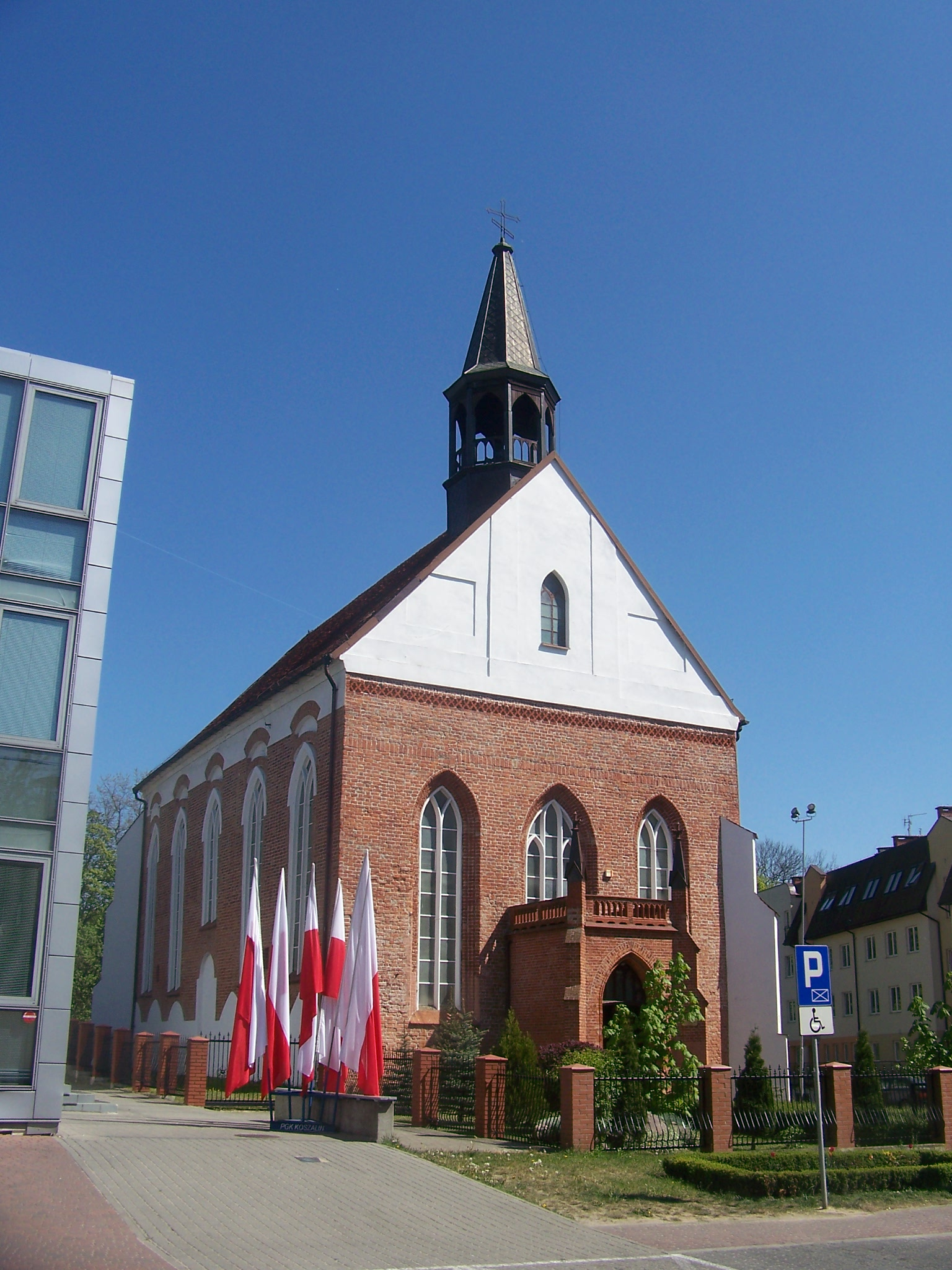
Schlosskirche

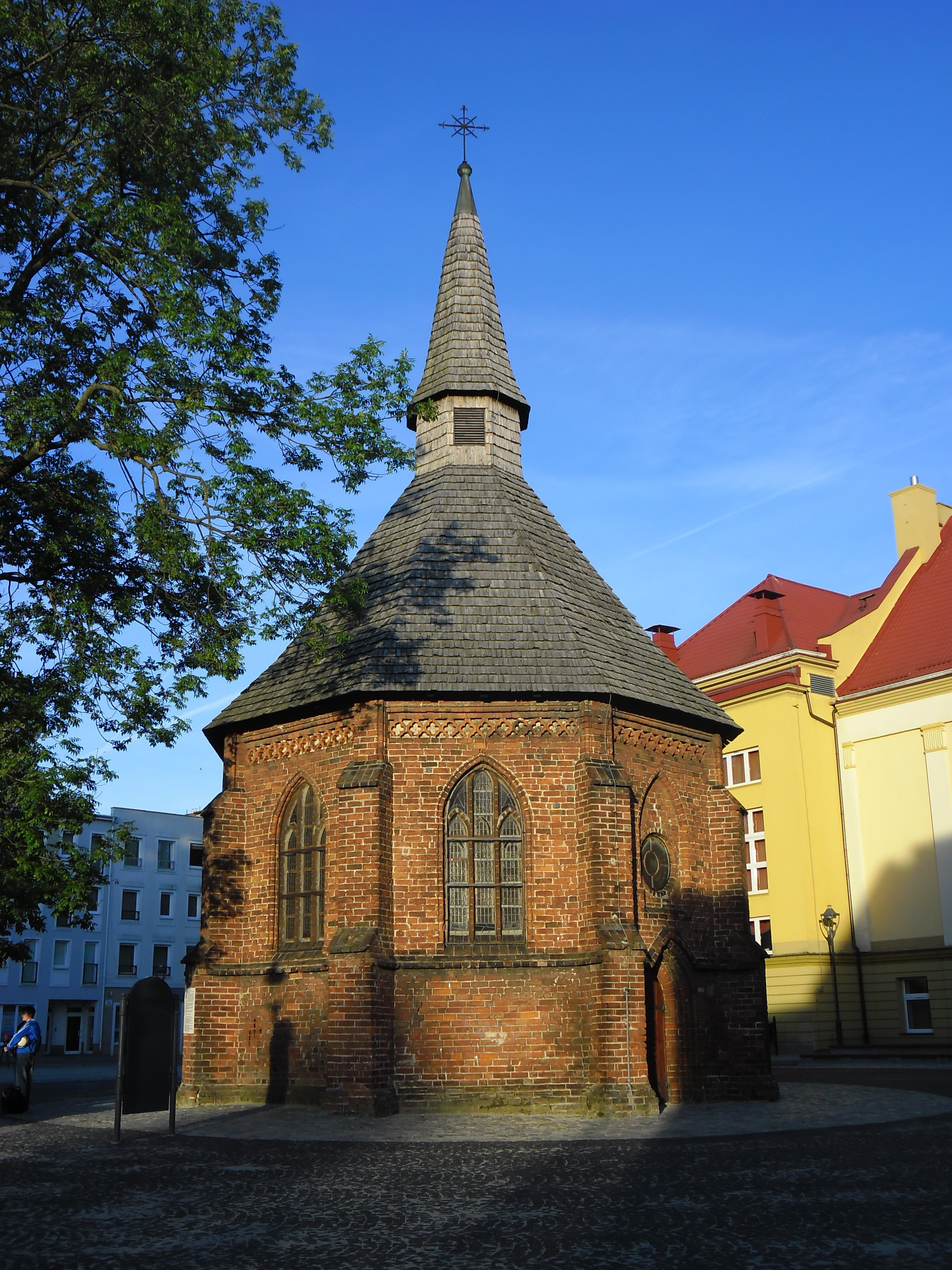
Gertraudenkapelle

- Schlosskirche (Mariä-Entschlafens-Kirche), erbaut um 1400 als Zisterzienserinnenklosterkirche, 1602/09 Umbau zur Schlosskirche, um 1880 neugotischer Umbau, gegenwärtig von der polnisch-orthodoxen Kirche genutzt.
- Mariä-Entschlafens-Kirche, griechisch-katholische Konkathedrale

- St.-Gertruden-Kapelle, erbaut im 14. Jahrhundert als Hospitalkapelle, jetzt evangelisch-augsburgische Gemeinde
- Evangelisch-augsburgisches Gemeindezentrum
- Methodistenkirche
- Kirche Christi (Kościół Chrystusowy), evangelisch-freikirchliche Gemeinde

## Ehemalige Kirchen, Kapellen und Synagogen

### 19./20. Jahrhundert
Bis etwa 1945 gab es einige weitere Sakralbauten in der Stadt Köslin.
- Christuskirche, 1931 von der methodistischen Gemeinde gebaut, später auch von einer Pfingstgemeinde und der evangelisch-augsburgischen Gemeinde genutzt, 2005 abgerissen wegen Straßenerweiterungsmaßnahmen[1]

- Baptistenkirche
- Neuapostolische Kirche,  jetzt Profanbau mit Restaurant, ul. Podgrodzie 1A[2]
- Synagoge, 1885 erbaut, großer Kuppelbau im maurischen Stil, 1938 zerstört
- Jüdischer Betsaal, 1735 erbaut in der Hohetorstraße

### Mittelalterliche Kapellen
Außerdem gab es noch einige Kapellen in und bei Köslin.
- Heilig-Geist-Kapelle, ursprünglich Hospitalkapelle

- St. Georgen-Kapelle, ehemalige Hospitalkapelle
- St. Jakobskapelle, wahrscheinlich Pilgerkapelle, 1735 abgerissen
- St. Nicolaikapelle, mittelalterlich?, seit 1775 für katholische Gemeinde genutzt, 1822 abgerissen[4]